# Mellicta polaris
Mellicta polaris är en fjärilsart som beskrevs av Rygge 1921. Mellicta polaris ingår i släktet Mellicta och familjen praktfjärilar. Inga underarter finns listade i Catalogue of Life.